# 內浦灣
42°20′N 140°35′E / 42.333°N 140.583°E

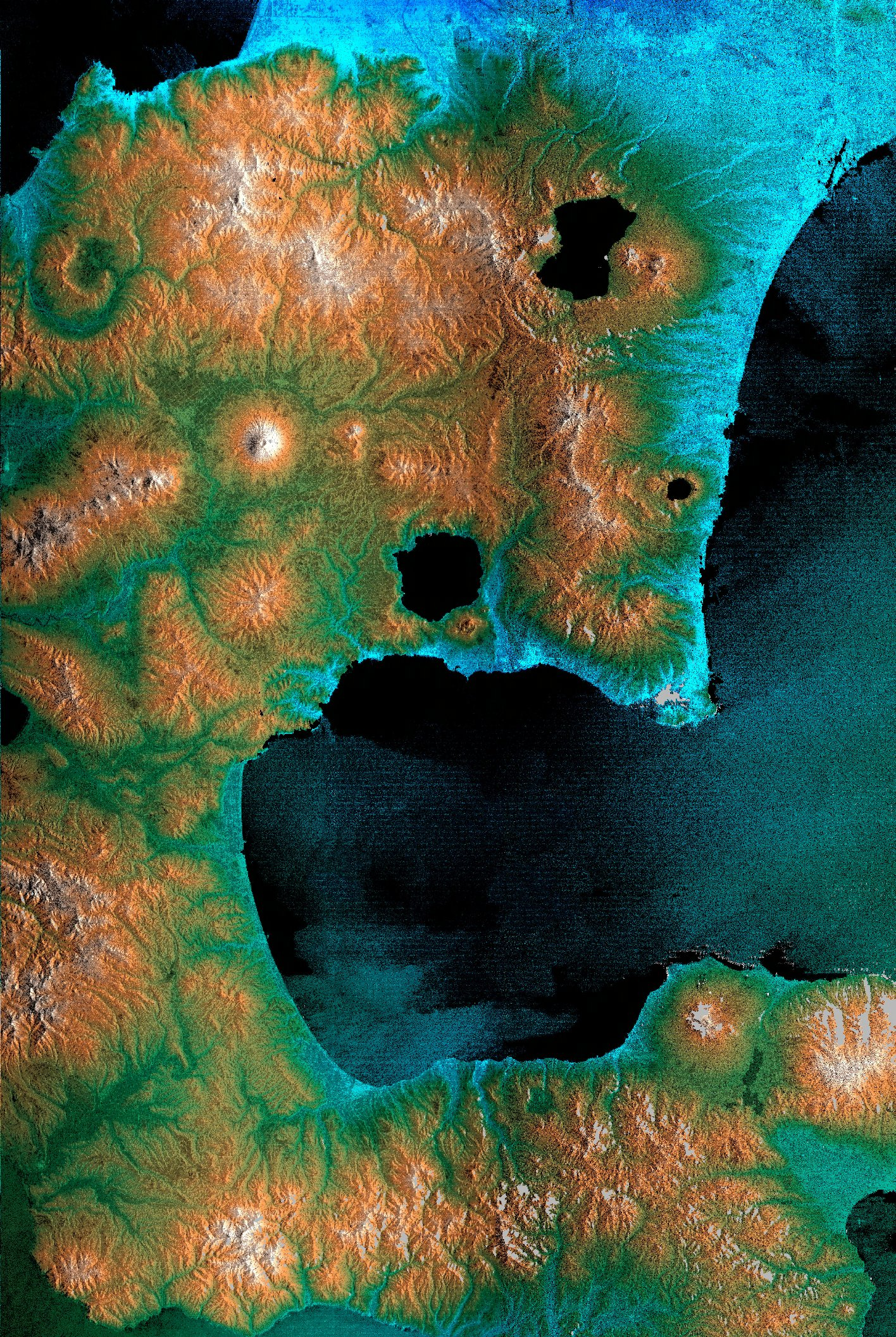
內浦灣

內浦灣（日语：／ Uchiura wan */?）是位于北海道西南部的一個海灣。別名「噴火灣」「胆振灣」。

## 灣岸的市町村
- 茅部郡森町
- 二海郡八雲町
- 山越郡長万部町
- 虻田郡豐浦町
- 虻田郡洞爺湖町
- 伊達市
- 室蘭市